# سد مینگشویر
سد مینگشویر (به لاتین: Mingachevir Dam) یک سد خاکی و نیروگاه برقابی در جمهوری آذربایجان است که در مینگه‌چویر واقع شده‌است.